# Uropeltis beddomii
Uropeltis beddomii är en ormart som beskrevs av Günther 1862. Uropeltis beddomii ingår i släktet Uropeltis och familjen sköldsvansormar. Inga underarter finns listade i Catalogue of Life.
Arten förekommer i det kulliga området Anaimalai Hills i södra Indien. Honor lägger inga ägg utan föder levande ungar.
Det är inte känt i vilket habitat ormen lever. Angående möjliga hot saknas uppgifter. IUCN listar arten med kunskapsbrist (DD).